# Hexanematichthys mastersi
Hexanematichthys mastersi es una especie de pez de la familia Ariidae en el orden de los Siluriformes.

## Morfología
Los machos pueden llegar alcanzar los 51 cm de longitud total.

## Hábitat
Es un pez demersal y de clima tropical.

## Distribución geográfica
Se encuentra en Papúa Nueva Guinea y Australia.